# Karl Menzies
Karl Menzies (Devenport, Tasmània, 17 de juny de 1977) és un ciclista australià, que actualment corre a l'equip Cylance-InCycle. En el seu palmarès destaca la segona posició final a l'UCI Oceania Tour de 2007 gràcies a les bones classificacions obtingudes al Herald Sun Tour de 2006 (7a posició final i una victòria d'etapa), al Tour Down Under de 2007 (2a posició final i una victòria d'etapa) i a la 3a posició final al Campionat d'Austràlia en ruta.

## Palmarès
- 2001
  - Vencedor d'una etapa del Tour de Southland
- 2004
  - Vencedor d'una etapa del Herald Sun Tour
- 2005
  - 1r a l'International Cycling Classic
  - Vencedor d'una etapa del Tour de Southland
- 2006
  - 1r al Gran Premi Nature Valley i vencedor d'una etapa
  - Vencedor d'una etapa del Herald Sun Tour
  - Vencedor d'una etapa de la Redlands Classic
  - Vencedor d'una etapa de la San Dimas Stage Race
  - Vencedor d'una etapa del Tour de Toona
- 2007
  - 1r al Tour de Toona i vencedor de 3 etapes
  - Vencedor d'una etapa del Tour Down Under
- 2009
  - 1r al Tour of Elk Grove
- 2010
  - Vencedor d'una etapa de la Joe Martin Stage Race
- 2011
  - Vencedor d'una etapa del Tour of Elk Grove